# Mangalorea hopeae
Mangalorea hopeae är en insektsart som beskrevs av Takagi in Raman och Sadao Takagi 1992. Mangalorea hopeae ingår i släktet Mangalorea och familjen Beesoniidae. Inga underarter finns listade i Catalogue of Life.